# Erio Castellucci
Erio Castellucci (* 8. července 1960 Forlì) je italský římskokatolický duchovní, arcibiskup Modeny-Nonantoly a biskup Carpi.

## Život
Narodil se 8. července 1960 ve Forlì.
Vstoupil do kněžského semináře v Bologni. Po teologickém studiu byl 5. května 1984 biskupem Giovanni Pronim vysvěcen na kněze a inkardinován do diecéze Forlì-Bertinoro. Poté studoval na Papežské univerzitě Gregoriana v Římě, kde získal licenciát a později doktorát z dogmatické teologie. Byl farářem ve farnosti sv. Tomáše v Durazzanino.
Stal se profesorem na Teologické fakultě Emilia-Romagna a vicerektorem menšího semináře. Roku 2009 byl ustanoven biskupským vikářem pro kulturu, školství, rodiny, povolání mladých a turismus. Před jmenováním na biskupa zastával službu ve farnosti sv. Jana Evangelisty ve Forlì a jako profesor Institutu náboženských studií.
Dne 3. června 2015 jej papež František jmenoval metropolitním arcibiskupem Modeny-Nonantoly a 29. června obdržel od papeže pallium. Biskupské svěcení přijal 12. září z rukou biskupa Lina Pizzi a spolusvětiteli byli biskup Vincenzo Zarri a biskup Enrico Solmi.
Od 26. června 2019 byl apoštolským administrátorem diecéze Carpi. Dne 7. prosince 2020 byla arcidiecéze a diecéze Carpi spojena pod úřad jednoho biskupa in persona episcopi, čímž se stal také biskupem Carpi.